# Diagramme de Minkowski

Diagramme de Minkowski représentant un événement E avec ses coordonnées d'espace-temps (x,ct) dans un référentiel R, et celles (x', ct') dans un référentiel R' en déplacement par rapport au premier à la vitesse v ; ainsi qu'un des axes du cône de lumière, en rouge. L'unité des graduations sur les axes de R' sont notées 1' sur chacun.

Le diagramme de Minkowski est une représentation de l'espace-temps développée en 1908 par Hermann Minkowski, permettant une visualisation des propriétés dans la théorie de la relativité restreinte. Il est alors possible d'avoir une compréhension qualitative et intuitive de phénomènes comme la dilatation du temps, la contraction des longueurs ou encore la notion de simultanéité, sans utiliser d'équations mathématiques.
Le diagramme de Minkowski utilise une seule dimension spatiale. Il superpose deux systèmes de coordonnées correspondant à deux observateurs en translation rectiligne et uniforme l'un par rapport à l'autre. Son objectif principal est de permettre de visualiser immédiatement les coordonnées d'un même événement dans un référentiel, à partir des coordonnées de l'autre référentiel, et de résoudre ainsi de nombreux problèmes et paradoxes apparents de la relativité restreinte. Ce diagramme permet également de montrer graphiquement la propriété de la vitesse de la lumière d'être une vitesse indépassable.
La structure et les propriétés du diagramme résultent des postulats de la relativité restreinte et des propriétés de l'espace de Minkowski. Elles illustrent les relations profondes entre l'espace et le temps, découvertes par la théorie de la relativité restreinte.

## Bases

Voici la ligne d'univers du photon, représentée ici par la ligne diagonale jaune. Les lignes d'univers des particules massives sont nécessairement au-dessus de cette droite.

Pour la lisibilité du diagramme, une seule dimension spatiale est représentée. Contrairement aux diagrammes distance/temps usuels, la coordonnée spatiale est en abscisse (coordonnée horizontale, ici « x ») et le temps en ordonnée (coordonnée verticale, ici « ct »). Les objets décrits par ce diagramme peuvent être pensés comme se déplaçant du bas vers le haut à mesure que le temps passe. La trajectoire d'un objet dans ce diagramme est appelée ligne d'univers. Une particule immobile aura une ligne d'univers verticale.
Chaque point du diagramme représente une certaine position dans l'espace et le temps. Cette position est appelée un événement, indépendamment du fait qu'il se passe réellement quelque chose en ce point ou non.
Pour faciliter l'utilisation du diagramme, l'axe des ordonnées représente une quantité « ct », qui est le temps « t » multiplié par la vitesse de la lumière « c ». Cette quantité est assimilable également à une distance. De cette manière, la ligne d'univers du photon est une droite de pente 45°, l'échelle des deux axes étant identique dans un diagramme de Minkowski.

## Construction et règles de transformation des coordonnées

### Représentation la plus courante

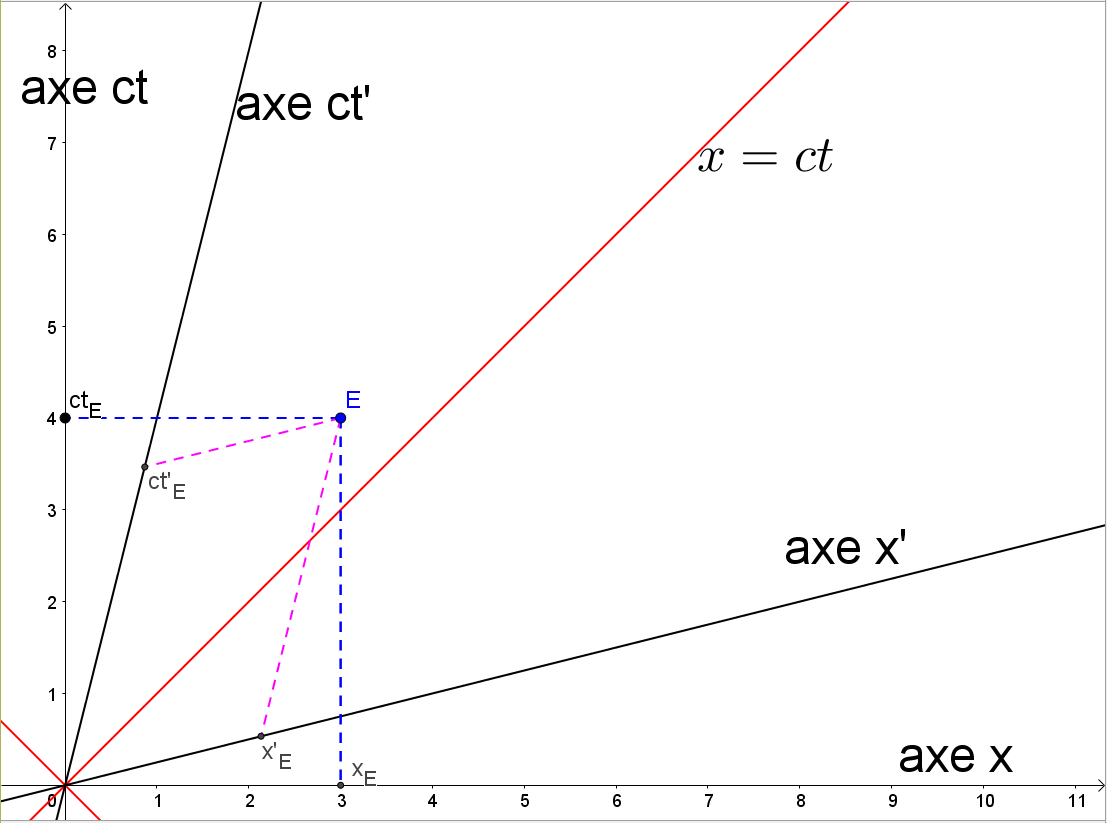
L'événement E dans le référentiel R avec ses deux axes x et ct, et aussi dans le référentiel R' et ses axes x' et ct'.

La présentation la plus courante est la représentation asymétrique entre les deux référentiels : un référentiel R est considéré au repos et l'autre R' en mouvement avec une vitesse v (rectiligne et uniforme) par rapport à R, le diagramme de Minkowski se construit en représentant le premier référentiel avec des axes x et ct orthogonaux et les deux référentiels ayant leur origine en commun. L'utilisation des transformations de Lorentz permet de visualiser dans le graphique leurs résultats numériques.
Détermination des axes du second référentiel :
On utilise la forme des transformations de Lorentz adaptée à la situation ainsi décrite :
{\displaystyle {\begin{aligned}ct'&=\gamma \left(ct-{\frac {v}{c}}.x\right)\\x'&=\gamma \left(x-{\frac {v}{c}}.c.t\right)\\\end{aligned}}}
Avec {\displaystyle \gamma ={\frac {1}{\sqrt {1-{\frac {v^{2}}{c^{2}}}}}}\,.}
L'axe x' est celui pour lequel ct' = 0, ce qui correspond à l'équation de droite {\displaystyle ct-{\frac {v}{c}}.x=0} dans R, ou encore {\displaystyle ct={\frac {v}{c}}.x}. On remarque que cette définition correspond aussi à l'ensemble des événements simultanés au temps t' = 0 vus du référentiel R'.
L'axe ct' est celui pour lequel x' = 0, ce qui correspond à l'équation de droite {\displaystyle x-{\frac {v}{c}}.ct=0} dans R, ou encore {\displaystyle ct={\frac {c}{v}}.x}. On remarque que cette définition correspond aux événements qui restent immobiles en O' dans R', et que son équation peut aussi se réécrire {\displaystyle x=v.t}.
Les axes x' et ct' sont symétriques par rapport à la droite d'équation x = ct, du fait qu'en intervertissant x et ct dans l'une des deux équations, on obtient l'autre.

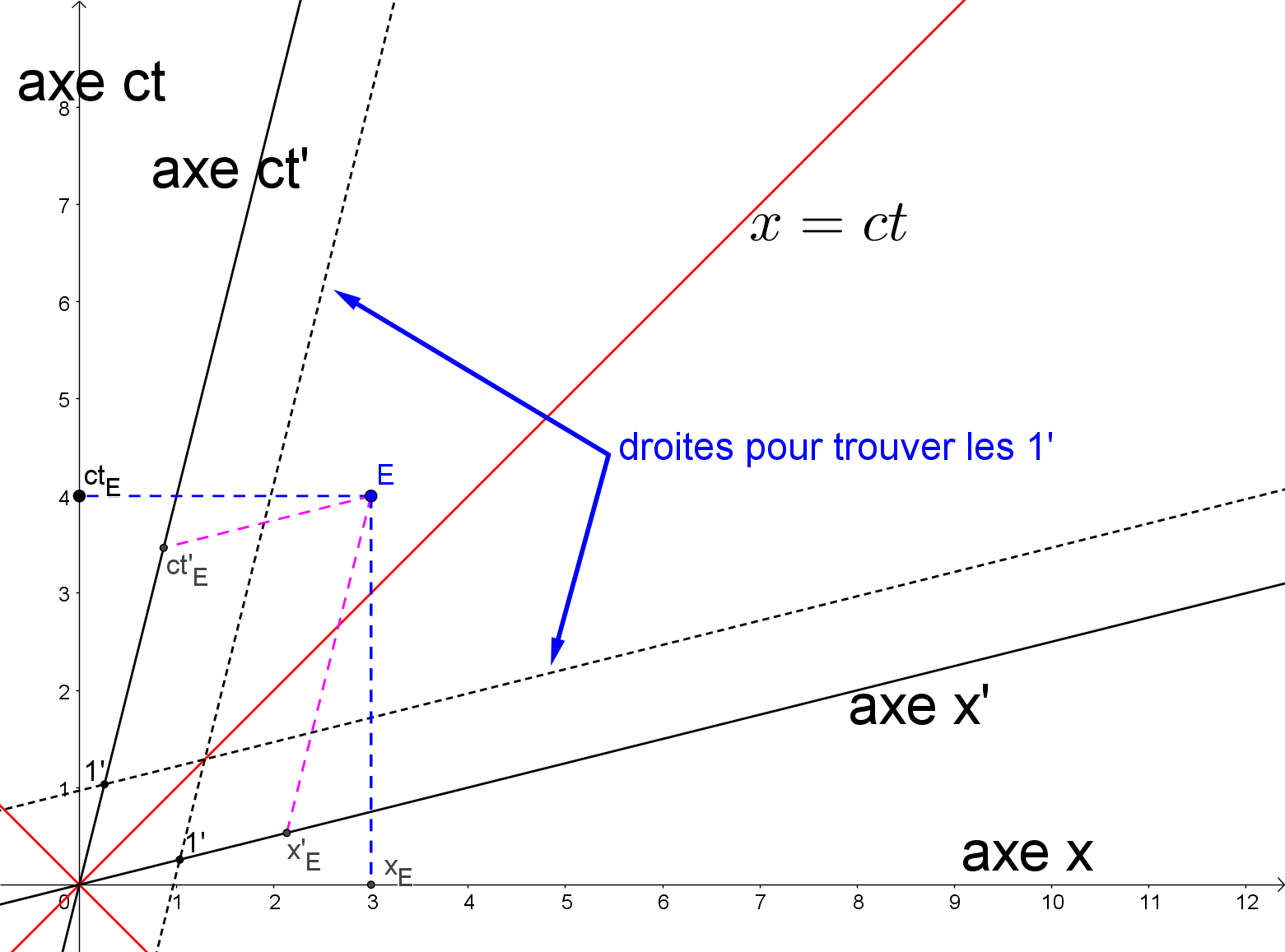
Graduations des axes du référentiel R'.

Graduation des axes ct' et x' :
On utilise toujours les transformations de Lorentz, {\displaystyle c.t'=\gamma \left(c.t-\beta .x\right)\,;x'=\gamma \left(x-\beta c.t\right)\,,} avec {\displaystyle \beta ={\frac {v}{c}}}.
Pour déterminer la position du point de coordonnées (0';1') (donc {\displaystyle x'=0} et {\displaystyle ct'=1}) dans le référentiel R, on a le système de deux équations à deux inconnues {\displaystyle 1=\gamma \left(c.t-\beta .x\right)\,;0=\gamma \left(x-\beta c.t\right)\,}. Sa résolution graphique se fait en remarquant que la deuxième équation correspond à l'axe ct' et en traçant la droite d'équation {\displaystyle 1=\gamma \left(c.t-\beta .x\right)\,}, soit {\displaystyle c.t={\frac {v}{c}}.x+{\frac {1}{\gamma }}\,,} dans R.
Pour tous les points de cette dernière droite on a ct' = 1, donc c'est l'ensemble des événements simultanés avec le temps 1', vus depuis R'. Et comme l'ordonnée à l'origine de cette droite est {\displaystyle {\frac {1}{\gamma }}\,}, on obtient que vu depuis R', c'est ce temps de R, en x = 0, qui est simultané avec le temps 1' de R'.
On fait des calculs similaires pour le point (1',0'), et on est amené à tracer la droite d'équation {\displaystyle c.t={\frac {c}{v}}.x-{\frac {c}{v.\gamma }}\,}.

Animation pour v allant de 0 à c.

Détermination des coordonnées d'un point :
Les coordonnées (x,ct) et (x',ct') d'un même événement A se trouvent par projection sur chaque axe, parallèlement à l'autre axe du référentiel, conformément aux règles usuelles des coordonnées cartésiennes.
Cette représentation est alors apte à décrire un certain nombre de raisonnements qualitatifs et quantitatifs : dilatation des durées, contraction des longueurs, combinaison des vitesses… combinaison de transformation de Lorentz successives (unidimensionnelles).

#### Lignes de simultanéité
Par définition, tous les événements situés sur l'axe (O,x) sont simultanés (possèdent le même temps t = 0). En conséquence, toutes les droites parallèles à (O,x) sont des lignes de simultanéité de l'observateur situé dans le référentiel (x,t). De même, toutes les droites parallèles à (O,x') sont les lignes de simultanéité pour l'observateur situé dans le référentiel (x',t'). Tous les événements situés sur ces droites se passent « au même instant » pour un observateur donné. Cette simultanéité de deux événements distants spatialement et qui dépendent du référentiel correspond bien à celle proposée par Einstein à l'aide de signaux lumineux.

Le diagramme de Minkowski illustre la relativité de la simultanéité. La théorie de la relativité restreinte stipule en effet que deux événements peuvent être vus comme simultanés pour un observateur, et non simultanés pour un autre en déplacement par rapport au premier. Il est même possible, quand les deux événements sont séparés par un intervalle de genre espace, que deux événements soient vus dans un certain ordre par un observateur, et dans l'ordre inverse par un autre.

### Représentation symétrique de Loedel

Représentation symétrique, avec les lignes de simultanéité pour chaque observateur.

Le diagramme de Minkowski présente un inconvénient majeur : les axes des deux référentiels (x,ct) et (x',ct') n'ont pas la même échelle, ce qui diminue la lisibilité et l'intuitivité des projections d'un référentiel sur l'autre : la transformation de Lorentz n'est pas conservée géométriquement. Cette différence d'échelle est logique car, sur une rotation de référentiel, la quantité x²+y² est invariante, dans la géométrie euclidienne du diagramme, alors que la quantité correspondante x² + (ct)² n'est pas invariante par la transformation de Lorentz. C'est la quantité (ct)² - x² qui est invariante (intervalle d'espace-temps).
De plus, la théorie de la relativité implique que chaque référentiel voit l'autre de manière symétrique, et aucun n'est avantagé par rapport à l'autre. Or, la représentation de Minkowski représente les deux référentiels de manière dissymétrique et dissemblable.
Il existe une représentation symétrique entre les référentiels considérés, appelée également diagramme de Loedel (du nom du physicien Enrique Loedel Palumbo (en)), qui permet de conserver géométriquement les invariants relativistes sur rotation d'un référentiel, et par conséquent chaque référentiel possède les mêmes échelles et graduation. De plus, les deux référentiels sont représentés sur un pied d'égalité, comme le veut la théorie de la relativité.
L'idée fondamentale de ce diagramme est fondé sur la simple constatation que :
(ct)² - x² = (ct')² - x'² (invariance relativiste)
peut être trivialement reformulé en :
x² + (ct')² = x'² + (ct)²
On retrouve la distance classique (x² + y²) dans un espace euclidien, conservée par rotation.
Donc un diagramme de Loedel est un diagramme d'espace-temps où les axes (x,ct') sont orthogonaux, ainsi que (x',ct).
On retrouve ensuite les mêmes propriétés qu'un diagramme de Minkowski : les lignes de simultanéité sont parallèles à (O,x) ou (O,x'), et les projections sont conformes aux transformations de Lorentz si l'angle de rotation entre les deux référentiels est :
{\displaystyle \sin(\beta )={\frac {v}{c}}}.

#### Cônes de lumière en représentation symétrique

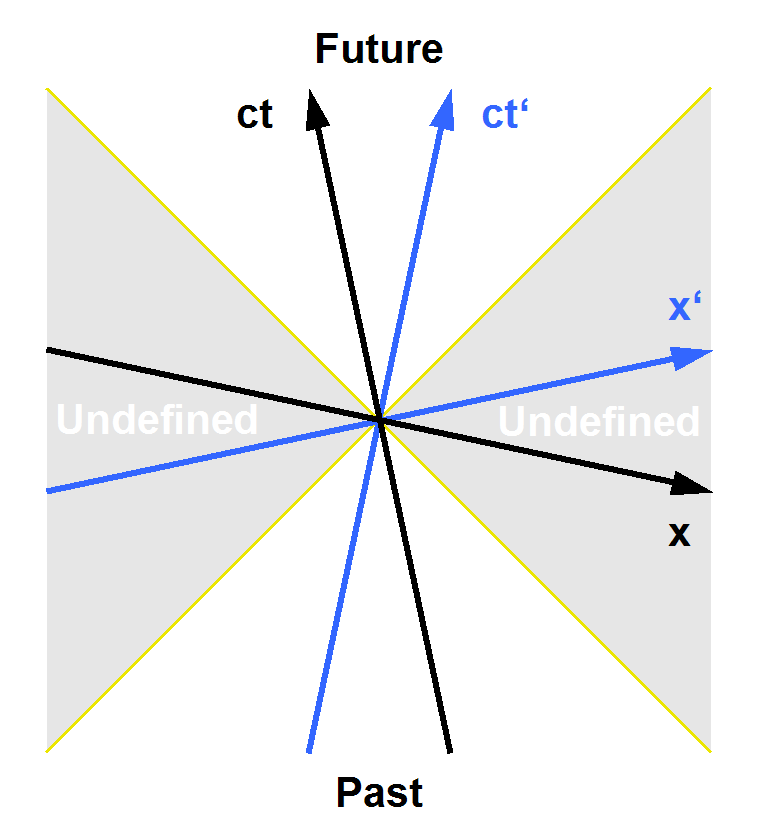
Cône de lumière en représentation symétrique

Quel que soit l'angle {\displaystyle \beta } entre les deux référentiel, le cône de lumière (déterminé par x² = (ct)², ou x'² = (ct')²) est toujours délimité sur le diagramme par deux droites perpendiculaires inclinées à 45°.

## Exemples d'application

### Dilatation temporelle

Dilatation temporelle : les deux observateurs considèrent que le temps passe plus lentement dans l'autre référentiel

Selon la théorie de la relativité restreinte, une horloge animée d'une certaine vitesse par rapport à un référentiel qualifié de « fixe » sera observée comme battant le temps à un rythme plus lent que celui des horloges de ce référentiel.
Cette constatation est réciproque, c'est-à-dire que l'horloge dans le repère « fixe » sera également observée comme plus lente que celles du référentiel en mouvement, à partir de ce dernier référentiel, ce qui semble à première vue paradoxal.
Ceci peut être visualisé avec un diagramme de Loedel (plus facile pour comparer les échelles, qui sont identiques sur les axes des deux référentiels). Pour un observateur en A (voir schéma ci-contre), le temps « simultané » de l'autre référentiel est le temps en B qui est inférieur à A. L'observateur en A peut donc logiquement conclure que le temps se passe plus lentement dans l'autre référentiel (B). Réciproquement, pour un observateur en B, le temps « simultané » de l'autre référentiel est en C, qui est inférieur à B, et observe également un ralentissement du temps dans l'autre référentiel (C).

### La vitesse de la lumière comme vitesse limite

Émission d'un message vers le passé, à une vitesse supraluminique, de S à M' via O'.

Le diagramme de Minkowski permet de mettre en évidence les contradictions et paradoxes qui interviennent à partir du moment où on postule qu'une information peut se propager à une vitesse supérieure à celle de la lumière. Notamment, il serait possible dans ces conditions de transmettre une information dans son propre passé,.
Soit la ligne d'univers {\displaystyle \Omega _{2}} dans le référentiel fixe. Il est possible pour un observateur sur cette ligne d'univers de transmettre une information à un deuxième observateur sur la ligne d'univers {\displaystyle \Omega _{1}}, en mouvement (avec une vitesse < c) par rapport au premier observateur, au moment où les deux observateurs se rejoignent (point S).
L'observateur {\displaystyle \Omega _{1}} émet alors, plus vite que la lumière, cette information vers un observateur sur la ligne d'univers {\displaystyle \Omega _{3}} (flèche T1). L'information atteint {\displaystyle \Omega _{3}} en O'. L'observateur {\displaystyle \Omega _{3}} réémet alors l'information, plus vite que la lumière également, vers {\displaystyle \Omega _{2}} (flèche T2). L'information atteint {\displaystyle \Omega _{2}} en M', avant que {\displaystyle \Omega _{2}} ne l'ait émise en S.
Chaque observateur {\displaystyle \Omega _{1}} et {\displaystyle \Omega _{3}} envoie une information vers son propre futur, comme le montre la direction des flèches T1 et T2 par rapport à la ligne de simultanéité de leur référentiel. Mais le déplacement relatif des deux observateurs, et la trajectoire de genre espace (en dehors du cône de lumière) de chaque émission, rend possible une émission vers le passé de {\displaystyle \Omega _{2}}.
De plus, pour l'observateur dans le référentiel mobile (en bleu), l'événement S a lieu avant l'événement O', alors que l'ordre temporel apparait inverse pour un observateur dans le référentiel fixe (en noir). Pour l'observateur mobile, S est la cause de O', alors que, pour l'observateur fixe, O' est la cause de S. Ceci est une violation du principe de causalité selon lequel la cause précède toujours l'effet.
Ces considérations montrent que la limite de la vitesse de la lumière est une conséquence des propriétés de l'espace-temps et de la notion de causalité, et sans même avoir à considérer les propriétés physiques des objets eux-mêmes, comme des limites technologiques par exemple.

## Cas des référentiels non inertiel

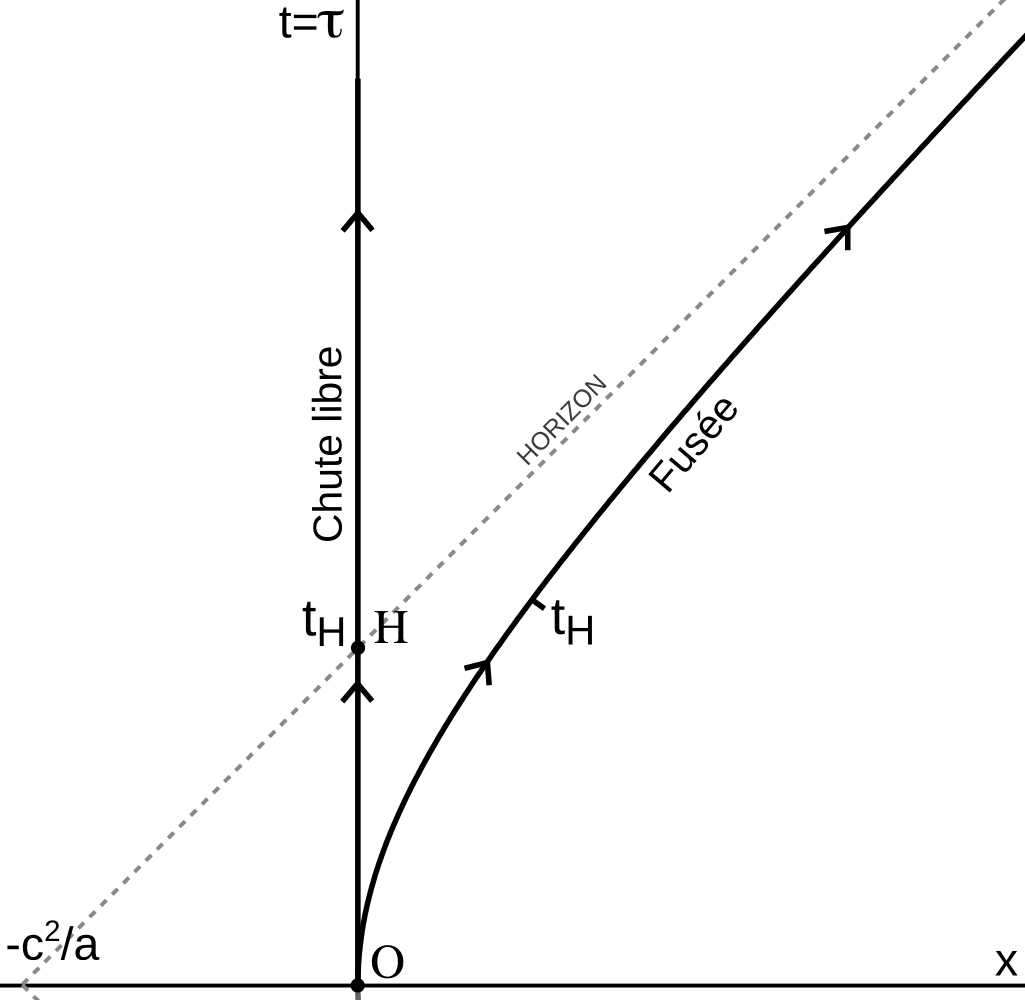
Diagramme de Minkowski dans un référentiel inertiel. À gauche, la ligne d'univers verticale de l'objet en chute libre. À droite, la ligne d'univers hyperbolique de la fusée.

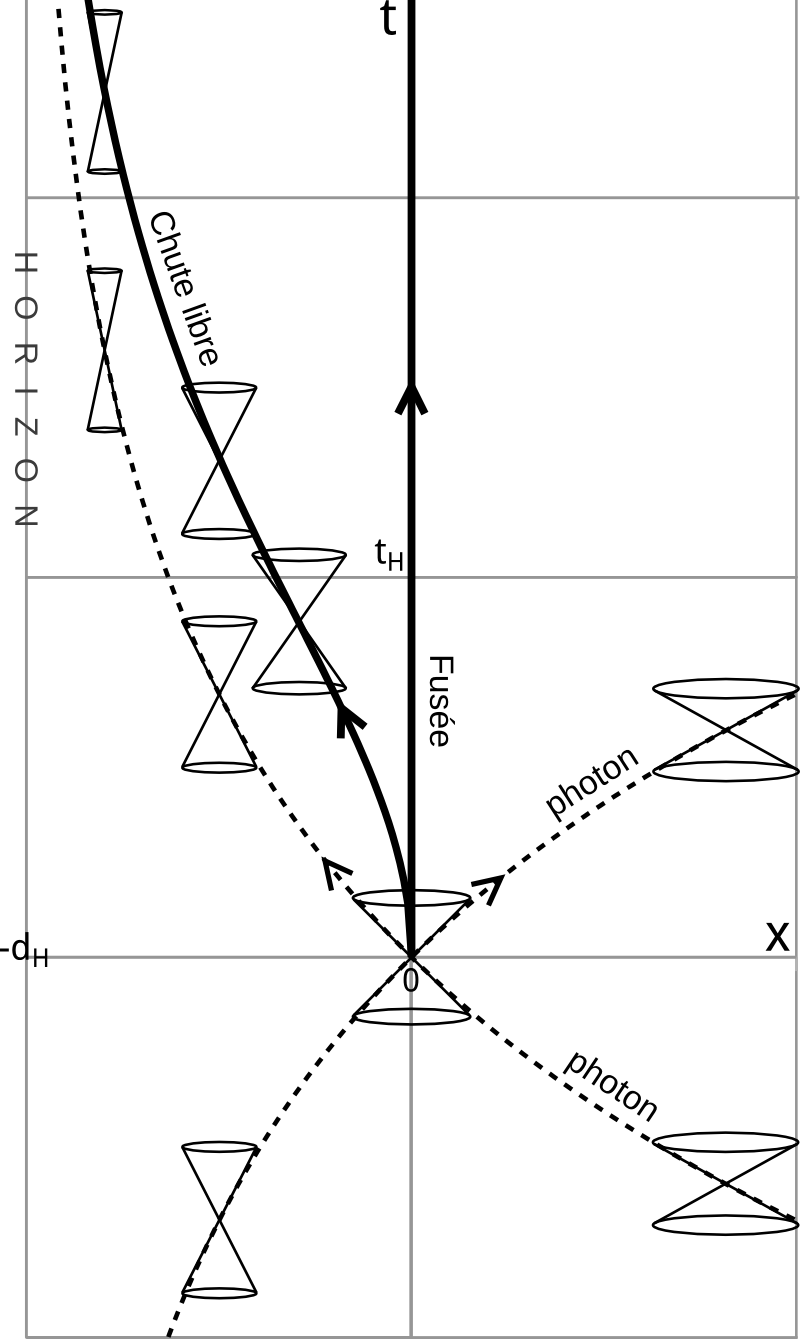
Diagramme de Minkowski dans un référentiel non inertiel. À gauche, la ligne d'univers de l'objet en chute libre. À droite, la ligne d'univers verticale de la fusée.

Les lignes d'univers des photons sont déterminées en utilisant la métrique avec {\displaystyle d\tau =0}. Les cônes de lumière sont déformés en fonction de la position. Dans un référentiel inertiel une particule libre a une ligne d'univers rectiligne. Dans un référentiel non inertiel la ligne d'univers d'une particule libre est courbée.
Prenons l'exemple de la chute d'un objet lâché sans vitesse initiale depuis une fusée. La fusée a un mouvement uniformément accéléré par rapport à un référentiel d'inertie. Comme on peut le lire sur le diagramme de Minkowski dans un référentiel non inertiel, l'objet une fois lâché, prend de la vitesse, atteint une vitesse maximale, puis voit sa vitesse diminuer et s'annuler asymptotiquement sur l'horizon où son temps propre se fige à {\displaystyle t_{H}}. La vitesse est mesurée par un observateur au repos dans la fusée accélérée.